# ドン・カーシュナー
ドン・カーシュナー（Don Kirshner、1934年4月17日 - 2011年1月17日）は、アメリカ合衆国の音楽プロデューサー、音楽出版社経営者、マネージャー、ソングライター。
モンキーズなどのプロデュースで知られる。

## 略歴
ユダヤ系。
1958年、アル・ネビンズと共同で音楽出版社アルドン・ミュージックを設立する。複数のソングライターチームを抱え、1950年代末から1960年代初期にかけてブリル・ビルディング・サウンドを数多く世に送り出す。またボビー・ダーリンとコンビを組んで自ら楽曲制作を行ったが、ダーリンの出世作『スプリッシュ・スプラッシュ』には関わっていない。
1962年、ディメンション・レコードを設立。
1963年、アルドン・ミュージックを売却し、テレビ番組製作者に転向する。以降、モンキーズやアーチーズなどを手がける。
2007年、ソングライター殿堂入り。
2011年、死去。享年76歳。
2012年、『ロックの殿堂』の「非演奏者部門」入り。

## 関わった番組
- 『ザ・モンキーズ』
- 『ドン・カーシュナーズ・ロック・コンサート』